# Kantar (ryba)
Kantar (Spondyliosoma cantharus) – gatunek ryby z rodziny prażmowatych (Sparidae). 

## Występowanie
Ryba ta występuje w Morzu Śródziemnym oraz pasie wód przybrzeżnych Wschodniego Atlantyku od wybrzeży afrykańskich po Morze Północne. 

## Charakterystyka
Ciało wysokie, bocznie spłaszczone. Pokrój ciała zbliżony do dorady. Otwór gębowy o długości nieco większej niż średnica oczodołów. Ubarwienie ciemnosrebrzyste z jaśniejszymi wzdłużnymi paskami. 
Ryba ta dorasta do 60 cm długości ciała. Maksymalna zanotowana masa ciała: 1,2 kg. 

## Znaczenie gospodarcze
Spożywany głównie nad Morzem Śródziemnym. Okazjonalnie dostępny także w polskim handlu w postaci ryb całych, świeżych, na lodzie.